# Nelson Cossio
Nelson Orlando Cossio Riquelme (Santiago del Cile, 14 giugno 1966) è un ex calciatore cileno, di ruolo portiere.